# Natàlia Mitriük
Natàlia Mitriük (ucraïnès: Ната́лія Іва́нівна Митрю́к)  (Khust, 26 de novembre de 1959) és una ex-jugadora d'handbol ucraïnesa que va competir durant les dècades de 1970, 1980 i 1990.
El 1988 va prendre part en els Jocs Olímpics de Seül, on guanyà la medalla de bronze en la competició d'handbol. En el seu palmarès també destaquen dues medalles d'or al campionat del món d'handbol, el 1982 i 1986.
A nivell de clubs jugà, entre d'altres, al Spartak de Kíev (1976-1988), amb qui guanyà, entre d'altres, nou lligues soviètiques i cinc Copes d'Europa; el ŽRK Radnički Belgrad (1989-1992), amb qui guanyà tres lligues i dues iugoslaves; per retornar entre 1997 i 1999 al Spartak de Kíev. Acabà la seva carrera esportiva el 2007 als Estats Units.